# Diane Wakoski
 (janvier 2024).
Si vous disposez d'ouvrages ou d'articles de référence ou si vous connaissez des sites web de qualité traitant du thème abordé ici, merci de compléter l'article en donnant les références utiles à sa vérifiabilité et en les liant à la section « Notes et références ».
Diane Wakoski, née le 3 août 1937 à Whittier en Californie, est une poétesse et universitaire américaine

## Biographie
Diane Wakoski étudie l'anglais à l'Université de Californie à Berkeley et elle obtient en 1960 un baccalauréat-ès-Arts ou BA. Après des débuts littéraires en 1962 avec un recueil de poésie intitulé Coins & Coffins, elle commence à enseigner en 1963 dans un collège de New York, où elle travaille jusqu'en 1966. Elle est mariée de 1965 à 1967 avec le  photographe Shepard Sherbell.
L'attribution d'une bourse du programme Fulbright lui permit de se consacrer à la poésie. Au fil des ans elle publie : The George Washington Poem en 1967 , Inside the Blood Factory 1963 ; The Diamond Merchant en 1968 ; The Lament of the Lady Bank Dick en 1969 ; Motorcycle Betrayal Poems en 1971 On Barbara's Shore toujours en 1971 ; Smudging  en 1972 ; Dancing on the Grave of a Son of a Bitch en 1973. The Wandering Tattler en 1974 ; Abalone en 1974 et Littérature virtuose pour deux et quatre mains en 1975.
Après un professorat à la Nouvelle École de New York, elle accepte un poste de professeur de création littéraire à la Michigan State University en 1976. S'ensuivent Waiting for the King of Spain en 1976 ; Spending Christmas with the Man from Receiving at Sears en 1977 ; Trophies (Trophées) en 1979 et un recueil d'essais Towards a New Poetry en 1980.
Cap of Darkness en 1980 ; Making a Sacher Torte 1981 ; The Lady Who Drove Me to the Airport en 1982, The Magician's Feastletters 1982, The Collected Greed Parts 1–13 1984, Rings of Saturn 1986 Emerald Ice : Selected Poems (1962–1987) 1988, Medea the Sorceress 1991 ; Jason the Sailor 1993, The Emerald City of Las Vegas 1995, Argonaut Rose 1998, ainsi que Butcher's Apron en 2000 figurent parmi ses œuvres.
L'œuvre entière de Diane Wakoski ne saurait être attribuée à la seule Beat Generation ; William Carlos Williams, Allen Ginsberg ainsi que Robinson Jeffers et Federico García Lorca sont également ses influences principales.

## Récompenses
- William Carlos Williams Award pour son recueil : Emerald Ice.